# Лобановка (Кореневский район)
Лобановка — деревня в Кореневском районе Курской области. Входит в состав Кореневского сельсовета.

## География
Деревня находится на реке Крепне (притоке Сейма), в 19 км от российско-украинской границы, в 98 км к юго-западу от Курска, в 1,5 км к югу от районного центра — посёлка городского типа Коренево, в 2 км от центра сельсовета — села Коренево.
Климат
Лобановка, как и весь район, расположена в поясе умеренно континентального климата с тёплым летом и относительно тёплой зимой (Dfb в классификации Кёппена).

## Население
| 2002 | 2010 |
| ---- | ---- |
| 280  | ↘259 |

## Инфраструктура
Личное подсобное хозяйство. В деревне 120 домов.

## Транспорт
Лобановка находится в 3 км от автодороги регионального значения 38К-030 (Рыльск — Коренево — Суджа), в 2 км от автодороги 38К-006 (Коренево — Троицкое), на автодороге межмуниципального значения 38Н-157 (Коренево — Лобановка), в 1,5 км от ближайшей ж/д станции Коренево (линия 322 км — Льгов I).
В 146 км от аэропорта имени В. Г. Шухова (недалеко от Белгорода).